# Клей Тауншип (округ Гантінгдон, Пенсільванія)
Клей Тауншип (англ. Clay Township) — селище (англ. township) в США, в окрузі Гантінгдон штату Пенсільванія. Населення — 868 осіб (2020).

## Демографія
Згідно з переписом 2010 року, у селищі мешкало 926 осіб у 379 домогосподарствах у складі 267 родин. Було 511 помешкання
Расовий склад населення:
| - 99,6 % — білих - 0,2 % — чорних або афроамериканців - 0,1 % — корінних американців |

До двох чи більше рас належало 0,1 %. Частка іспаномовних становила 0,3 % від усіх жителів.
За віковим діапазоном населення розподілялося таким чином: 24,2 % — особи молодші 18 років, 58,2 % — особи у віці 18—64 років, 17,6 % — особи у віці 65 років та старші. Медіана віку мешканця становила 41,2 року. На 100 осіб жіночої статі у селищі припадало 100,9 чоловіків;  на 100 жінок у віці від 18 років та старших — 105,3 чоловіків також старших 18 років.
Середній дохід на одне домашнє господарство  становив 44 750 доларів США (медіана — 33 693), а середній дохід на одну сім'ю — 52 877 доларів (медіана — 44 375). За межею бідності перебувало 13,3 % осіб, у тому числі 18,2 % дітей у віці до 18 років та 5,4 % осіб у віці 65 років та старших.
Цивільне працевлаштоване населення становило 306 осіб. Основні галузі зайнятості: виробництво — 21,2 %, освіта, охорона здоров'я та соціальна допомога — 18,6 %, будівництво — 12,1 %, транспорт — 9,5 %.